# BEST GLOVE
BEST GLOVE（ベスト・グローブ）は、FBS福岡放送にて日曜深夜（JST）に不定期放送されていたボクシング中継番組、及び同局が後援・協賛するボクシング興行の名称。

## 概要
主に地元福岡のジム（FUKUOKAジム、福岡帝拳ジム）が主催するボクシング興行にFBS福岡放送が協賛の形で関わり、その興行の試合を放送する。
FUKUOKAジム、福岡帝拳ジムの試合を放送する形であるため、同ジムに所属していたランカー、越本隆志やパンサー柳田の試合を中心に放送していた。彼らのタイトルマッチはFBSが独占しており（在福局でボクシング中継を放送するのはFBSのみ）、野球中継や同局のスポーツ番組「夢空間スポーツ」でも取り上げられ、またそれらの番組にゲスト出演することもあった。
越本の世界戦は生中継され（日曜昼）、スポンサーとして神楽酒造が付くために「ひむかのくろうまスペシャル」として放送されていた。尚、FBSで放送される野球中継と同様、相手方の外国人選手サイドにも日本テレビやよみうりテレビなどからアナウンサーが派遣され、サイドレポートを担当していた。
現在は在福ジム所属の日本・東洋太平洋・世界各チャンピオン及び王座挑戦者がいないため、殆ど放送されていない。

## 解説者
- ファイティング原田
- 浜田剛史
- 葛西裕一

## 実況アナウンサー
- 久保俊郎
- 浜崎正樹
- 福岡竜馬
- 松井礼明